# Bolbonota auripennis
Bolbonota auripennis är en insektsart som beskrevs av Leon Fairmaire. Bolbonota auripennis ingår i släktet Bolbonota och familjen hornstritar. Inga underarter finns listade i Catalogue of Life.